# Чичак
Чичак (ср.-греч. Τζιτζάκ, чув. Чечек, тур. Çiçek, тат. Чәчәк — цветок, в крещении Ирина (ср.-греч. Ειρήνη); умерла в 752) — хазарская принцесса, дочь (по данным Феофана) или сестра (по данным Никифора) хазарского кагана Вирхора.
В 732 году император Византии Лев III Исавр женил на ней своего сына Константина (будущий император Константин V). Династический брак на высшем уровне стал кульминацией хазаро-византийского союза, вызванного необходимостью совместной борьбы двух держав с Арабским халифатом.
Принцесса прибыла в Константинополь, крестилась и изучила священное писание. Необычный фасон её свадебного платья установил при византийском дворе новую моду, воплотившуюся в мужском церемониальном костюме, который получил название Чичакион. Проявила себя как благочестивая христианка. Покровительствовала епископу Сугдеи Стефану.
В 750 году у неё родился сын Лев (император Лев IV Хазар, царствовал в 775—780), получивший за своё происхождение прозвище Хазар.